# Хованес Шираз
Хованес Шираз (27. април 1914 — 24. март 1984) био је јерменски песник.

## Биографија
Шираз је рођен као Оник Тадевоси Карапетјан у граду Александропољу, тада у саставу Руске империје. Његова мајка, Астгхик, остала је удовица због геноцида над Јерменима непосредно пре његовог рођења. Шираз је одрастао у приличном сиромаштву. Његово прво дело, под називом Почетак пролећа, објављено је 1935. Романописац Атрпет је талентованом песнику дао епитет „ Шираз “, јер „песме ове младости имају мирис ружа, свежих и прекривених росом, као руже Шираза“ (Шираз је један од већих иранских градова, познат по својим ружама и песницима). Друга верзија његовог псеудонима је „Ширак азн“ — дете из Ширака, региона из којег је био.
Хованес Шираз је 1937. године уписао јерменску књижевност на Јереванском државном универзитету, где је студирао до 1941. Студирао је и на Московском књижевном институту Максим Горки. Године 1958. објавио је први том своје антологије Кнар Хајастани (Лира Јерменије). Други и трећи том су објављени 1965. и 1974. године. Ове збирке обухватају најбоље примере Ширазове поезије. 
Шираз је углавном писао и објављивао поезију. Аутор је многих популарних патриотских и љубавних песама укључујући „Ани“, „Мајко моја“, „Нека моја љубав остане тајна“, „Сијаманто и Хјезаре“, „Експромпту“, „Као паганска љубав“, „Моја света домовина“, „Судбина Јермена“, „Андринику“ итд. Написао је „Јерменски о Дантеовом совјетском савезу који је био забрана геноцида “. Прва верзија овог ремек-дела написана је 1941. Само кратки одломци из овог дела објављени су у Совјетској Јерменији за његовог живота, а нека поглавља су објављена у Бејруту и Техерану. Цела песма (преко 8000 редова) објављена је 1990. године у Јеревану.
Прво се оженио познатом јерменском песникињом Силвом Капутикјан. Његов син са Капутикјаном, Ара Шираз, био је вајар. Шираз је имао седморо деце са својом другом женом, Шушаник Шираз ( Аристакесјан ), од којих је једно био Сипан Шираз, песник.
Сахрањен је у Пантеону Комитас у Јеревану  заједно са другим угледним Јерменима.
Јереванска школа #169 и улица у Џулфи у Исфахану носе његово име. Кућа-музеј Хованес Шираз налази се у згради из деветнаестог века у Гјумрију.
Централна банка Јерменије је 2014. године издала сребрни комеморативни новчић од 10.000 драма посвећен стогодишњици рођења Хованеса Шираза.

## Личност
Шираз је био познат по свом добром смислу за хумор. Године 1963. Џон Стајнбек је посетио песников стан у Јеревану, а касније је написао у писму: "...мушкарци су најближи када се смеју заједно. И сећам се да смо се у Јеревану много смејали заједно." 
Јевгениј Јевтушенко  и Александар Гитович  су Ширазу посветили песме.
Шираз је био песник против естаблишмента, популаран међу народом Совјетске Јерменије, који се целог живота борио против њеног корумпираног совјетског руководства. Године 1974, када је познати књижевни критичар Сурен Агабабјан обавестио Шираза о његовој додели Ордена Лењина, Шираз је одговорио: "А шта они [совјетска влада] желе у замену? Да купе моје ћутање?" 

## Поезија
Шираз је аутор четрдесетак песничких књига и превода. Његов богат речник и осећајан стил, појачан народним и колоквијалним елементима,  су његову поезију учинили једним од највећих достигнућа јерменске књижевности. Критичари многа његова дела сматрају ремек-делима. Према Паруир Севаку, „Модерна јерменска поезија се уздигла на гребену Шираза“.  „Шираз је велики таленат, треба да будемо поносни и сматрамо за велику част што га лично познајемо“, написао је Вилијам Саројан. Шираз је своје песме градио јерменским „ праменом емоција“, додао је Јевгениј Јевтушенко.
Песме Шираза познате су широм бившег СССР-а (његова дела су превели Арсениј Тарковски и Николај Асејев ) и у иностранству. Како пише Андреј Дементјев, Хованес Шираз, као и Сергеј Јесењин, користи много метафора, тако да је веома тешко превести његове песме.
Током сусрета са совјетским писцима, како би показао какву поезију највише воли, хинду писац Бхишам Сахни показао је часопис који садржи песме Хованеса Шираза.

## Кућа-музеј
Кућа-музеј Хованес Шираз налази се у улици Варпетатс, Гјумри. У јулу 1983. совјетски јерменски званичници су кућу поклонили Ширазу. Кућа је изграђена 1886. године и припадала је милионеру. Током совјетске ере, коришћен је као складиште. Због земљотреса у Јерменији 1988. године, реновирање музеја је прекинуто, а 8 породица бескућника нашло је уточиште у кући. Од 2003. године резолуцијом јерменске владе постаје кућа-музеј.

## Изабрана дела
- (1935) Garnanamut( Գարնանամուտ, Почетак пролећа. песме)
- (1940) Yerg Hayastani ( Երգ Հայաստանի, Песма о Јерменији. песме)
- (1942) Banasteghtsi dzaynë ( Բանաստեղծի ձայնը, Глас песника. песма)
- (1942) Yergeri girk’ ( Երգերի գիրք, Књига песама. песме)
- (1944) Bibliakan ( Բիբլիական, библијски. песма)
- (1958–74) K’nar Hayastani ( Քնար Հայաստանի, Лира Јерменије. Три тома. песме)
- (1968) Hushardzan mayrikis ( Հուշարձան մայրիկիս, Споменик мојој мајци. песме)
- (1982) Khaghaghut’yun amenets’un ( Խաղաղություն ամենեցուն, Мир свима. песма)

## Филмографија
- "На путу у вечност", Арменфилм, 1983, 35мм, редитељ Левон Мкртчиан, композитор Саркис Аладјадјиан
- „Хованес Шираз: документарни филм“, 2005, режисер Левон Мкртчиан